# Rolls-Royce Avon
O Rolls-Royce Avon foi o primeiro motor a jacto desenhado e produzido pela Rolls-Royce. Desenvolvido para ser um motor a jacto sucessor do Merlin, foi introduzido em 1950 e e tornou-se um dos motores com maior sucesso do período após a Segunda Guerra Mundial. Foi usado numa grande variedade de aeronaves, tanto militares como civis, além de ter sido produzido em versões para a ser usado em meios marítimos.